# Skoranovice
Skoranovice (německy Skuranowitz) je malá vesnice, část obce Martinice u Onšova v okrese Pelhřimov. Nachází se asi 2 km na sever od Martinic u Onšova. V roce 2009 zde bylo evidováno 13 adres. V roce 2001 zde trvale žilo 17 obyvatel.
Skoranovice je také název katastrálního území o rozloze 2,4 km2.

## Další fotografie

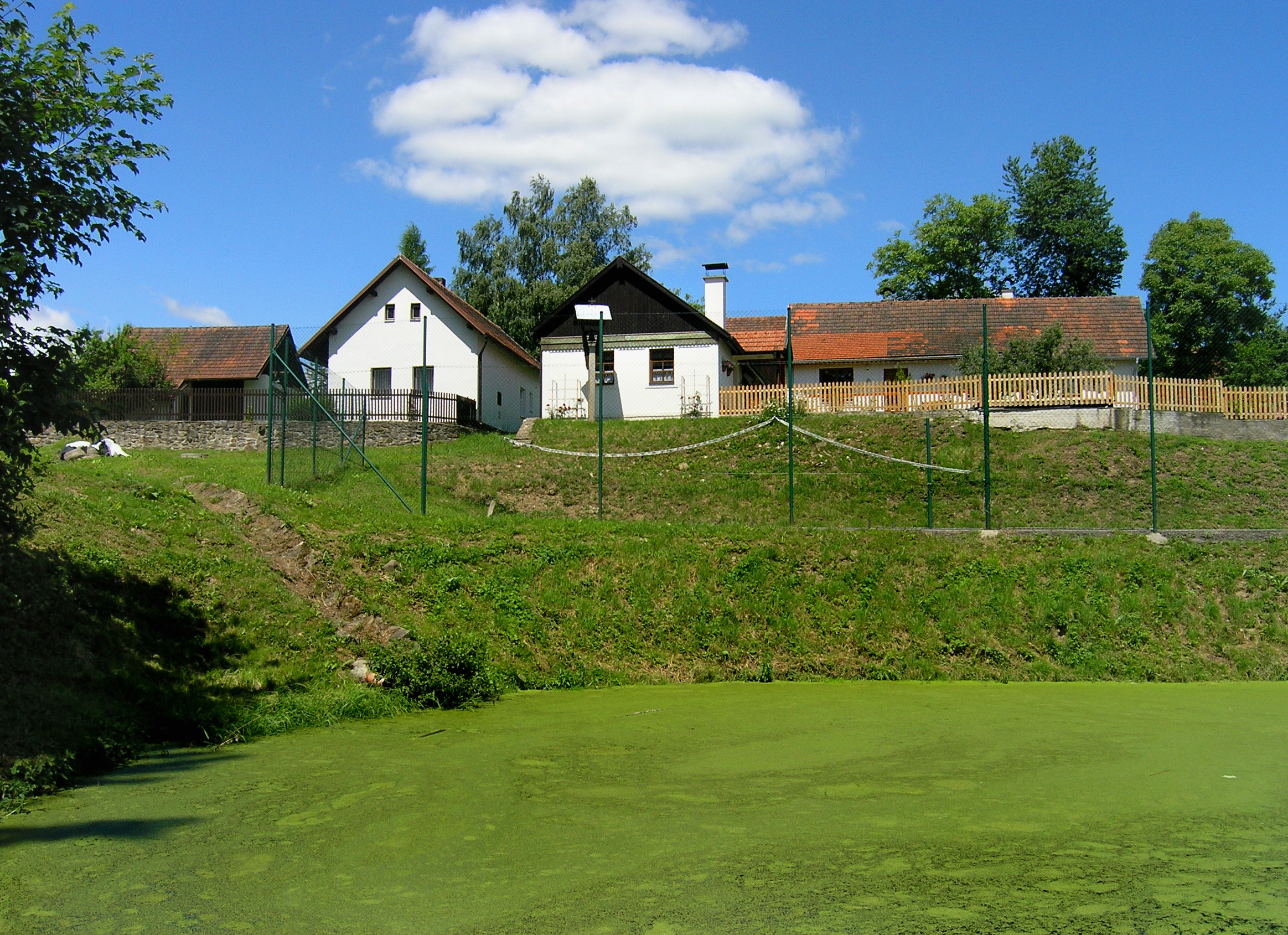
Náves s rybníkem
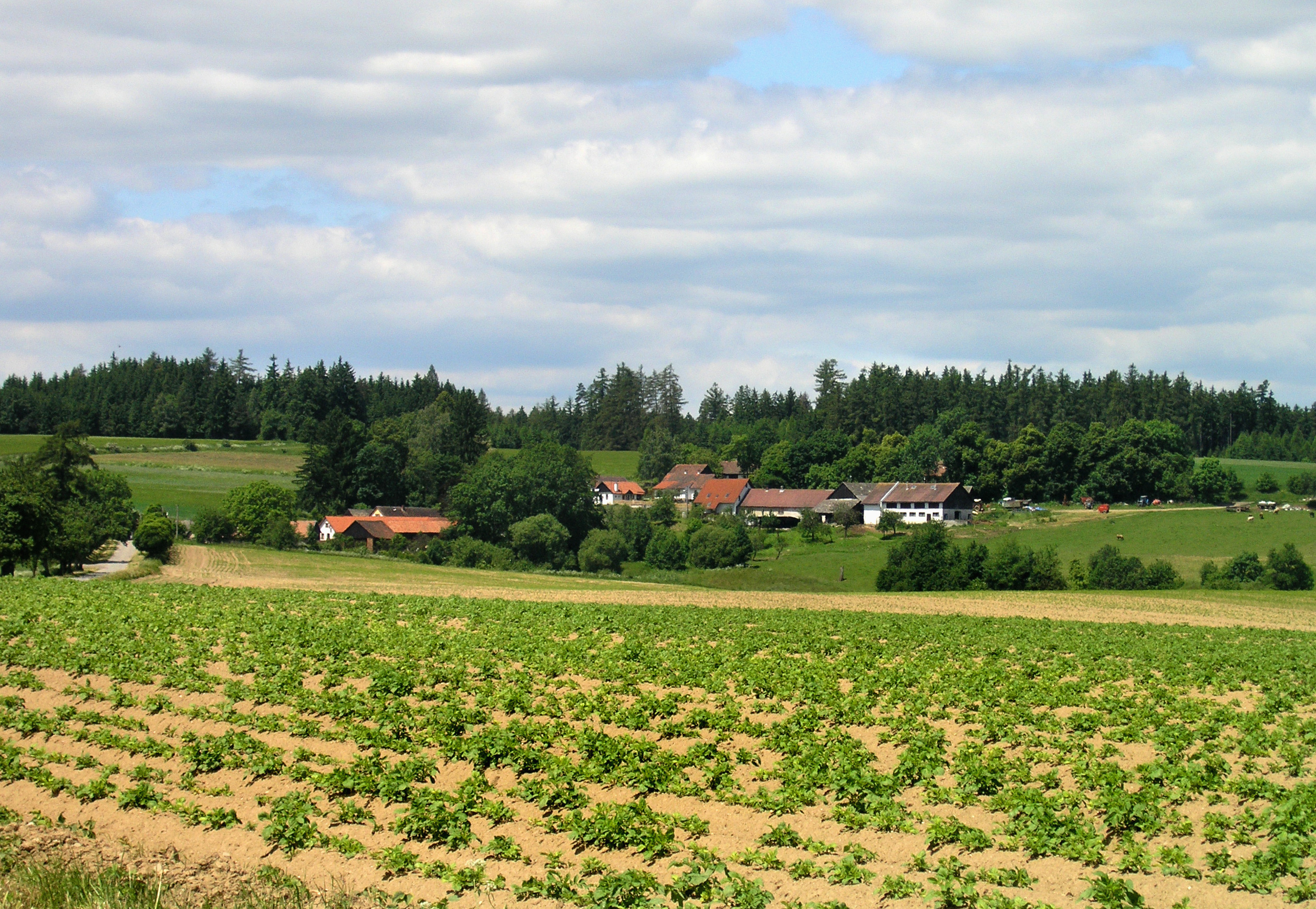
Skoranovice od východu